# Área de Conservação da Paisagem de Uulu-Võiste
A Área de Conservação da Paisagem de Uulu-Võiste é um parque natural localizado no condado de Pärnu, na Estónia.
A área do parque natural é de 688 hectares.
A área protegida foi fundada em 1958 para proteger a floresta de pinheiros costeiros de Uulu e a floresta costeira de Surju e os seus arredores. Em 2016, a área protegida foi reformulada para área de conservação paisagística.